# Kružná
Kružná este o comună slovacă, aflată în districtul Rožňava din regiunea Košice. Localitatea se află la altitudinea de 308 m deasupra n.m., se întinde pe o suprafață de 6,91 km2 și în 2017 număra 486 de locuitori.

## Istoric
Localitatea Kružná este atestată documentar din 1327.

## Demografie
| An:                | 1994 | 2004   | 2014   | 2024   |
| ------------------ | ---- | ------ | ------ | ------ |
| Număr de persoane: | 545  | 522    | 475    | 445    |
| Diferență:         |      | −4,22% | −9,00% | −6,31% |

| An:                | 2023 | 2024   |
| ------------------ | ---- | ------ |
| Număr de persoane: | 456  | 445    |
| Diferență:         |      | −2,41% |